# York-Hort
Der York-Hort (englisch York Hoard) ist ein neolithischer Depotfund von Feuersteinobjekten, der sich im Yorkshire Museum in North Yorkshire in England befindet. Er ist nicht zu verwechseln mit dem Vale of York Hoard, der ein wikingerzeitlicher Münzfund ist.
Das Depot mit über 70 neolithischen Feuersteinwerkzeugen bzw. -waffen wurde im Jahre 1868 in York gefunden. Werkzeugherstellung aus Feuerstein ist kompliziert. Die Objekte sind etwa 5000 Jahre alt. Sie sind Beleg für die steinzeitliche Besiedlung Yorkshires.
Dieser bisher einzige echte Steinzeithort auf der Britischen Hauptinsel korrespondiert nicht mit kontinentalen Depotfunden aus dieser Zeit, die, wie der irische Malone Hoard, primär Beile bzw. größere Mengen von Bernstein enthalten.